# Stenhomalus suturalis
Stenhomalus suturalis là một loài bọ cánh cứng trong họ Cerambycidae.